# Rebecca Willis
Rebecca Willis (Reino Unido, 20 de fevereiro de 1972) é uma professora na Universidade de Lancaster, onde possui uma bolsa de estudos em governança energética e climática, e líder especialista da UK Climate Assembly, a Assembleia dos Cidadãos estabelecida pelo Parlamento do Reino Unido.
Rebecca é curadora da New Economics Foundation e consultora da National Lottery’s Climate Action Fund. Ela faz parte da Woman’s Hour Our Planet Power List, que destaca 30 mulheres que estão causando impacto ao ajudar a proteger nosso planeta. Seu livro Too Hot To Handle? The democratic challenge of climate change foi publicado pela Bristol University Press em março de 2020.

## Biografia
Rebecca é formada em Ciências Sociais e Políticas pela Universidade de Cambridge, graduando-se em 1994 e depois, em 1996, fez um mestrado na Universidade de Sussex em Meio Ambiente, Desenvolvimento e Política. Em 2018, ela graduou-se doutora na Lancaster University em Sociologia, em 2018. Ela é divorciada e tem dois filhos.

## Percurso
A carreira de Willis envolve a interseção do meio ambiente, especialmente mudanças climáticas e energia, com a política e políticas públicas. Ela fez parte da Green Alliance, como conselheira dos órgãos governamentais e se tornou professora na Universidade de Lancaster em 2019. Ela passou um curto período de 1997 a 1998 como conselheira política no Parlamento Europeu, em Bruxelas. Ela foi Chefe de Política da instituição de caridade Green Alliance até 2001, quando se tornou diretora da organização até 2004.
Ela continua associada à instituição de caridade. Em 2009, ela apresentou o Programa de Liderança em Mudanças Climáticas da Aliança para políticos do Reino Unido. De 2004 até o fechamento em 2011, Rebecca Willis foi vice-presidente da Comissão de Desenvolvimento Sustentável, órgão consultivo dos governos do Reino Unido.
Ela também realizou consultoria independente de 2004 a 2017. Isso incluiu aconselhar o Lake District National Park sobre a criação de um orçamento local de baixo carbono e também a British Academy e Co-operatives UK sobre modelos de propriedade comunitária de energia. Ela foi membro não acadêmico do Conselho de Pesquisa do Meio Ambiente Natural do governo do Reino Unido de agosto de 2011 a 2015.
Ela é uma das líderes especialistas da Assembleia Climática do Reino Unido, que começou em 2019. Seu papel é ajudar esta assembleia de cidadãos a se manter focada e equilibrada, recomendando como o Reino Unido pode alcançar emissões líquidas de carbono zero até 2050, de acordo com a Lei de Mudanças Climáticas. Em resposta parcial à pandemia de Covid19, o relatório final da assembleia apoiou medidas de recuperação econômica que reduziram os gases de efeito estufa e incentivaram mudanças verdes nos estilos de vida.
Desde 2014, Rebecca se tornou associada à Universidade de Lancaster e foi nomeada professora de prática em 2019.

## Publicações
Willis é autora e co-autora de publicações e relatórios científicos.
- Willis, R. (2020) O papel dos políticos nacionais na governança climática global. Meio Ambiente e Planejamento E: Natureza e Espaço . 3 3 885-903
- Smith, S., Christie, I., Willis, R. (2020) Estratégias de intervenção de inflexão social para descarbonização rápida precisam considerar como a mudança acontece. Anais da Academia Nacional de Ciências dos Estados Unidos da América . 117 20 10629-10630
- Willis, R. Como os Membros do Parlamento Entendem e Respondem às Mudanças Climáticas. The Sociological Review . 66 3 475-491
- Willis, R. (2014) Paris 2015: Getting a Global agreement on Climate Change. Aliança Verde.ISBN 978-1-909980-18-1
- Willis, R. (2006) Grid 2.0: The Next Generation Green Alliance.ISBN 0 9549757 7 4

## Prêmios
- Em novembro de 2020, ela foi incluída na lista BBC Radio 4 Woman's Hour[11] 2020.